# 各務原市南産業会館
各務原市南産業会館（かかみがはらしみなみさんぎょうかいかん）は、岐阜県各務原市にある各務原市の公共施設。

## 概要
1974年（昭和49年）に開館。
各務原市産業会館の一つである。
本来は産業振興目的の施設であるが、文化・教育活動での利用が多い。

## 施設概要
- 大会議室：収容定員数80人
- 中会議室：収容定員数40人

## 利用案内
- 住所：岐阜県各務原市前渡西町934番地36
- 開館時間：9:00～21:00
- 休館日：年末年始（12月29日～1月3日）

## 交通アクセス
- 各務原市ふれあいバス「前渡西町1丁目」バス停より徒歩で約10分。

## 周辺施設
- 各務原リバーサイド21
- 各務原浄水公園
- 各務原前渡郵便局